# 힐베르토 마르티네스
힐베르토 마르티네스 비달(스페인어: Gilberto Martínez Vidal, 1979년 10월 1일 ~ )는 코스타리카의 전 축구 선수이다.

## 축구인 경력

### 클럽 경력
1999-2000 시즌 사프리사에서 프로 무대에 데뷔하였다.
2002년 월드컵에서 좋은 활약을 보인 후 브레시아로 이적하였다. 2005-06 시즌 종료 후 로마로 임대 이적하였지만 2006년 월드컵에서 당한 부상이 장기하되어 1경기도 출전하지 못하였다. 임대 복귀 후 맞은 2007-08 시즌마저도 부상으로 출전 기회를 잡지 못하였으나 2008-09 시즌 부상에서 완벽히 회복하여 리그 30경기를 소화하였다.

### 국가대표 경력
2001년 A매치 데뷔전을 치른 후 그 해 열린 코파 아메리카에 참가하였다. 2002년과 2006년 FIFA 월드컵에 참가하였다.